# Glypta meritanae
Glypta meritanae är en stekelart som beskrevs av Yarger 1976. Glypta meritanae ingår i släktet Glypta och familjen brokparasitsteklar. Inga underarter finns listade i Catalogue of Life.